# PSR B1257+12 B
PSR B1257+12 c, định danh khác PSR B1257+12 B, còn có tên  Poltergeist, là một ngoại hành tinh cách khoảng 2300 năm ánh sáng trong chòm sao Xử Nữ. Đây là hành tinh đầu tiên được khám phá ngoài hệ Mặt Trời, và là một trong ba hành tinh sao xung được biết đến quay xung quanh sao xung PSR B1257+12.
Hơn bốn lần so với khối lượng so với Trái đất, nó quay quanh cơ bản ở khoảng cách 0,36 AU với chu kỳ quỹ đạo xấp xỉ 66 ngày. Bởi vì nó và Phobetor có khối lượng rất giống nhau và quỹ đạo gần nhau, chúng được cho là sẽ gây ra nhiễu loạn trong quỹ đạo của nhau. Việc phát hiện những nhiễu động như vậy đã xác nhận rằng các hành tinh là có thật. Khối lượng chính xác của hai hành tinh, cũng như độ nghiêng của chúng, được tính toán từ mức độ nhiễu loạn của các hành tinh.

## Danh pháp
Quy ước nảy sinh để chỉ định pulsar là sử dụng các chữ cái PSR (Pulsating Source of Radio): Nguồn phát thanh xung đột, theo sau là thăng bên phải của pulsar và độ nghiêng. Quy ước hiện đại đặt tiền tố cho các số cũ hơn bằng chữ B có nghĩa là tọa độ dành cho năm 1950.0 kỷ nguyên. Tất cả các sao xung mới đều có chữ J cho biết tọa độ 2000,0 và cũng có độ nghiêng bao gồm cả phút. Các sao xung được phát hiện trước năm 1993 có xu hướng giữ lại tên B của chúng thay vì sử dụng tên J, nhưng tất cả các sao xung đều có tên J cung cấp tọa độ chính xác hơn về vị trí của nó trên bầu trời. 

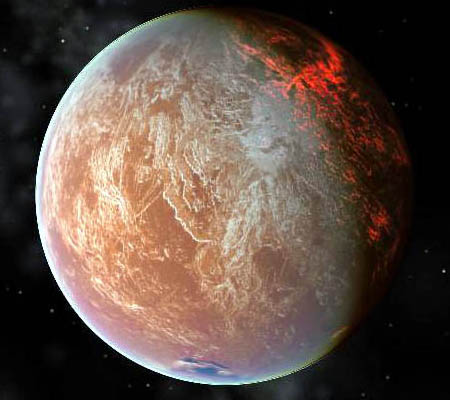
Hình ảnh ấn tượng của nghệ sĩ về hành tinh PSR B1257+12 B.

Khi được phát hiện, hành tinh này được đặt tên là PSR 1257+12 B và sau đó là PSR B1257+12 B. Nó được phát hiện trước khi có quy ước rằng các hành tinh ngoài hệ mặt trời nhận được các ký hiệu bao gồm tên của ngôi sao, theo sau là chữ thường chữ cái La Mã bắt đầu từ "b" được thành lập. Tuy nhiên, nó được liệt kê theo quy ước sau này về cơ sở dữ liệu thiên văn như SIMBAD và Bách khoa toàn thư về các hành tinh ngoài mặt trời. Do đó, ký hiệu PSR B1257+12 c.
Vào tháng 7 năm 2014, Liên minh Thiên văn Quốc tế đã khởi động Tên ExoWorlds, một quy trình đặt tên riêng cho một số hành tinh ngoại và các ngôi sao chủ của chúng. Quy trình liên quan đến việc đề cử công khai và bỏ phiếu cho những cái tên mới. Vào tháng 12 năm 2015, IAU đã công bố tên chiến thắng là Poltergeist cho hành tinh này. Tên chiến thắng được gửi bởi Planetarium Südtirol Alto Adige tại Karneid, Ý. Poltergeist là tên gọi của những sinh vật siêu nhiên tạo ra những xáo trộn về thể chất, từ tiếng Đức có nghĩa là "bóng ma ồn ào". 